# 谷原義明
谷原 義明（たにはら よしあき、1948年7月28日 - ）は、北海道出身の元騎手・元調教助手・元調教師。
実子の吉一は稲垣幸雄厩舎の調教助手。

## 経歴

### デビュー前
東京五輪を5ヶ月後に控えた1964年5月に15歳で東京・大久保末吉厩舎に入門し、下乗りとして、東京競馬場に近い大久保師の家に居候。大久保はあまり口うるさく言わなかったが、「競馬を見ろ」「馬の性格を知れ」と教えた。土日は必ず競馬場へ連れて行き、当時は馬主席を各厩舎が管理していた時代であったため、寒い時期は七輪の炭や布団を運んだが、厩舎に戻らずそのまま残って見ていた。保田隆芳や古山良司を手本とし、先輩の騎乗姿勢やムチの使い方などをしっかり目に焼き付けた。

### 1970年代
騎手試験の合格に6年かかったが、1970年3月にデビュー。同1日の東京第2競走4歳未勝利・カントウオリオン（12頭中11着）で初騎乗を果たしたが、勝ったシルバーアサヒの鞍上は同厩で同郷の宮田仁で初騎乗初勝利であった 。6月28日の札幌第2競走3歳新馬で9頭中9番人気のエリモスターをデビュー勝ちに導いて自身も初勝利を挙げ、秋の新潟では2度の2日連続勝利を挙げるなど、1年目の同年から2桁の13勝をマーク。
2年目の1971年には2月28日の中京で自身初、4月10日の小倉では2度目の1日2勝 を挙げる。4歳牝馬特別（東）では15頭中11番人気の関西馬エリモジェニーで桜花賞馬ナスノカオリの3着に入り、同年からは後に「走る労働者」の異名を持つイナボレスの主戦騎手を務め、自己最多の14勝をマーク。
3年目の1972年まで3年連続2桁勝利を記録し、同年は2年連続14勝をマークするが、イナボレスの主戦は宮田に交代する。1973年にはデビュー以来初となる1桁の8勝に終わるが、イナボレスを10月28日の東京第10競走府中特別で1年ぶりの勝利に導き、シーズン全敗を阻止。
1974年は夏は地元・北海道シリーズ札幌開催で5勝を挙げ、函館記念ではクボミノルでツキサムホマレ・オンワードガイに次ぐ3着に入った。
1975年には後に有珠山噴火で経営危機に陥ったメジロ牧場を存亡の危機から救ったメジロメジロアシガラに騎乗し、平地での初勝利と2勝目で共に手綱を執る。同年春の福島ではホリマロニエに騎乗し、13頭中13番人気の吾妻小富士賞を3着とすると、福島大賞典では15頭中11番人気で人馬共に重賞初制覇 。イナボレスでは第16回宝塚記念でナオキの4着と健闘し、函館記念ではツキサムホマレ・ウラカワチェリーに次ぐ3着。目黒記念（秋）では13頭中11番人気ながら前年秋の天皇賞馬カミノテシオにハナ差先んじ、イチフジイサミ・トウコウエルザ・ホワイトフォンテンを抑えて3着に入る。同年からはイナボレスと同様に「走る労働者」と呼ばれたトウフクセダンの主戦を務めるが、2頭共に怪我で休養中に重賞を勝たれたのが悔しく、布団を被って泣いていた。
1976年は愛知杯で中央競馬重賞最多出走記録を樹立したイナボレスに騎乗するが、イナボレスは同レースがラストランとなった。
1977年にはトウフクモンスターで北海道3歳ステークスではバンブトンコート・インターグシケンに4馬身差を付ける2着、函館3歳ステークスではバンブトンコートの3着に入り、同年は5年ぶりの2桁となる11勝をマーク。
1979年には中京記念で12頭中10番人気のメジロホークに騎乗し、インターグロリア・ハシコトブキ・リュウキコウを破って5年ぶりの重賞制覇を飾る。同日はメジロホークと同じアサマユリ系のメジロファントムが東京新聞杯を勝利し、翌日のスポーツ紙には「1日に東西で4400万円を稼いだ」と載ったが、馬主の北野豊吉は後に「メジロファントムが東京で、 メジロホークが中京で同じ日に2頭が重賞を勝ってくれた。この2頭はアサマユリという馬の甥っ子と叔父の関係なんですよ。私は記者に言ってやったんですよ。『誰が金のことを書いてくれと言った。どうして血統のロマンを書かないのか』と。くだらん金の事を書いて一番大事なことを忘れている。不勉強というか根本の姿勢がなっていないんだなあ」と言った。谷原は「義明、よくやった」と言われたのが嬉しく記憶に残ったが、中京記念が同年の初勝利となり、2年ぶりの2桁となる11勝をマーク。

### 1980年代
1980年にはスプリングステークスをサーペンプリンスで制すが、ハワイアンイメージを叩き合いの末に半馬身差で勝った。直前の追い切りも2頭で併せていたが、遅れたことのないサーペンプリンスは競り負けていた。ハワイアンイメージは510kg超の大型馬で、谷原は「並んだら勝ち目はない」と考え、レースで内から馬体を寄せられた時は外へ逃げた。ゴールの瞬間に増沢末夫は笑い、レース後には「やられた」と語った。
極悪の不良馬場で行われた皐月賞では2番人気に支持されたが、スプリングSで4馬身離していたモンテプリンスにハナ差及ばずも5着と何とか掲示板は確保。3番人気で挑んだ東京優駿では皐月賞馬ハワイアンイメージ、アンバーシャダイ、ノースガストに先着するも6着に終わり、悔しい思いをしたが、大久保は「日本で6番目に走る馬だぞ」と慰めてくれた。その後の1週間は肩や背中、足腰がガタガタになり、谷原は「これがダービーなんだ」と思った。函館記念ではキョウエイプロミス・プリテイキャスト・ラッキールーラら強力古馬を抑えての1番人気に応え、菊花賞ではダービー馬オペックホースに先着するも4着でクラシックは無冠に終わった。
1981年にはサーペンプリンスでアメリカジョッキークラブカップではホウヨウボーイ・メジロファントム・カネミノブの三強に割って入る2着、中山記念とアルゼンチン共和国杯では3着に入った。同年には師匠・大久保の死去に伴い、実子である大久保洋吉厩舎へ移籍し、1982年5月15日の新潟第2競走4歳未出走・ダイセキテイで通算100勝を達成。
1983年は自己最低の1勝に終わり、1984年12月9日の中京第7競走4歳以上400万下・フジデュートリッヒで最後の勝利を挙げ、続く同日の第8競走4歳以上400万下・スパイクポップ（15頭中15着）が最終騎乗となり、1985年2月引退。

### 引退後
引退後は坂本栄三郎厩舎（1985年 - 1987年）→元石孝昭厩舎（1987年 - 1989年）で調教助手を務め、調教助手時代は佐々木晶三・小西一男・嶋田潤と共に1ヶ月研修でイギリス、フランス、アイルランドの競馬を見て回った。アイルランドではダーモット・ウェルド厩舎で研修し、谷原ら4人は一緒の部屋に寝泊まりした。料理好きの佐々木が日本食を作るなど、毎日楽しく過ごした。
1989年に調教師免許を取得し、1990年に厩舎を開業。1年目の1990年はクイーンカップ・ハヤテノボル（12頭中7着）で管理馬初出走を果たし、4月15日の中山第4競走4歳未勝利・ハヤテビッグで初勝利を挙げるが、共に鞍上は増沢 であった。
同年の札幌3歳ステークスでは東信二騎乗でバッキンガムシチーを出走させ、スカーレットブーケの3着に入った。
1992年の共同通信杯4歳ステークスでは柏崎正次騎乗でピアレスクラウンを出走させ、ノーザンコンダクトにアタマ差迫ると同時にマチカネタンホイザを抑えて3着に入った。
1994年にはケイワンが札幌記念で逃げてホクトベガの4着に粘る見せ場を作り、秋にはウインドフィールズでセントライト記念を制し、調教師として重賞初制覇。最初見た時は脚長でそんなに走ると思わず、初戦も10着に敗れたが、2戦目で馬が変わり、筋肉がついて幅が出た。谷原は「これなら」と2勝目を挙げた後に迷わずセントライト記念出走を決め、菊花賞でも4着に善戦。その後も重賞戦線で息長く活躍し、ダート転向後は交流重賞で善戦を繰り返した。
1998年にはメジロランバートが吉田豊とのコンビで青葉賞2着・菊花賞4着、同馬は2001年にダイヤモンドステークス2着・日経賞3着、2003年には目黒記念・オールカマー3着と重賞戦線で堅実に入着を繰り返すなど活躍。
2006年の第1回ヴィクトリアマイルではオーゴンサンデーを出走させるが、鞍上の後藤浩輝は「後方から追い込みの競馬をするように」という谷原の指示を破り、レース途中から仕掛ける騎乗をした。勝ったダンスインザムードとは1.0秒差の13着に終わり、谷原は終了後の検量室前で激昂。手にしていたレーシングプログラムで背中を叩き、過怠金10万円の制裁が科された。
2009年にはマーベラスサンデー産駒、ブルードメアサイアーにトニービン、伯父にサニーブライアンを持つサニーサンデーが活躍。ラジオNIKKEI賞では直線で一旦先頭に立ち、最後はストロングガルーダに中団追走からクビ差付け差し切られたが、13番人気の低評価ながらも時計差なしの2着と奮闘 。続く4ヶ月半ぶりの福島記念では好位追走から直線で抜け出すと、トウショウシロッコの追い上げをクビ差抑えて勝利し、15年ぶりの重賞制覇を決める。3連単の配当はラジオNIKKEI賞が34万7250円、福島記念が49万7430円という大穴メーカーであった。
2018年12月15日の中山第4競走2歳未勝利・ナムラカメタローが最後の勝利となったが、最後の重賞となった2019年2月16日のダイヤモンドステークス・サンデームーティエは出遅れるも江田照男が頑張ってハナを奪い、積極的な逃げで2着に粘って波乱を呼んだ。引退日となった同年2月24日は中山で管理馬6頭を出走させ、2頭出しした第9競走黄梅賞のエムアイグランツ（11頭中6着）・セクシイフラワー（7着）がラストランとなった。

### 調教師定年後
定年後は図書館に通い、趣味の読書三昧の日々を送っている。

## 騎手成績
| 通算成績 | 1着 | 2着 | 3着 | 4着以下 | 出走回数 | 勝率 | 連対率 |
| -------- | --- | --- | --- | ------- | -------- | ---- | ------ |
| 平地     | 118 | 139 | 133 | 1316    | 1706     | .069 | .151   |
| 障害     | 0   | 0   | 0   | 2       | 2        | .000 | .000   |
| 計       | 118 | 139 | 133 | 1318    | 1708     | .069 | .150   |

### 主な騎乗馬
- ホリマロニエ（1975年福島大賞典）
- メジロホーク（1979年中京記念）
- サーペンプリンス（1980年スプリングステークス・函館記念）

その他
- イナボレス
- オキノサキガケ
- ヤマノシラギク

## 調教師成績
| 通算成績 | 1着 | 2着 | 3着 | 4着以下 | 出走回数 | 勝率 | 連対率 |
| -------- | --- | --- | --- | ------- | -------- | ---- | ------ |
| 平地     | 214 | 258 | 257 | 3872    | 4604     | .047 | .103   |
| 障害     | 11  | 8   | 11  | 140     | 170      | .065 | .112   |
| 計       | 225 | 266 | 268 | 4012    | 4771     | .047 | .103   |

### 主な管理馬
- ウインドフィールズ（1994年セントライト記念）
- サニーサンデー（2009年福島記念）

## 主な厩舎所属者
※括弧内は厩舎所属期間と所属中の職分。
- 東信二（1993年-1997年 騎手）